# 立川ねごろ
立川 ねごろ（たちかわ ねごろ、8月13日 - ）は、日本の漫画家。主に成人向け作品を執筆している。愛知県出身。

## 略歴
- 2008年デビュー。同人誌で作られるのがアシスタントした。
- 2009年ぐらい　イラストレーター用。日本の漫画はアシスタントした。

## アシスタント
- 月宮美紗様[2]
- 藤田さん
- ねこ
- しっぽ